# مطار كاوهسيونغ الدولي
مطار كاوهسيونغ الدولي (بالصينية: 高雄國際機場)(إياتا: KHH، إيكاو: RCKH) هو مطار يقع في مدينة كاوهسيونغ في تايوان.

## شركات الطيران والوجهات
| شركـات طيـران            | الوجهات | Ref               |
| ------------------------ | --- | ----------------- |
| طيران آسيا               | مطار كوالالمبور الدولي | [ 3 ]             |
| Air Busan                | مطار إنتشون الدولي | [ 4 ]             |
| طيران ماكاو              | مطار ماكاو الدولي | [ 5 ]             |
| خطوط آسيانا الجوية       | مطار إنتشون الدولي | [ 6 ] [ 7 ] [ 8 ] |
| بامبو إيرويز             | مطار نوي باي الدولي | [ 9 ]             |
| كاثي باسيفيك             | مطار هونغ كونغ الدولي |                   |
| الخطوط الجوية الصينية    | مطار سوفارنابومي الدولي، مطار هونغ كونغ الدولي، مطار نينوي أكوينو الدولي، Naha، مطار كانساي الدولي، مطار غيمبو الدولي (تبدأ في 6 يوليو 2023)، مطار إنتشون الدولي، مطار شانغهاي بودنغ الدولي، مطار شينزين باوان الدولي، مطار ناريتا الدولي |                   |
| خطوط شرق الصين الجوية    | مطار نانجينغ الدولي |                   |
| Daily Air                | Qimei، Wang-an |                   |
| إيفا للطيران             | Fukuoka، مطار ماكاو الدولي، مطار كانساي الدولي، مطار إنتشون الدولي، مطار شانغهاي بودنغ الدولي، مطار ناريتا الدولي |                   |
| خطوط هونغ كونغ اكسبرس    | مطار هونغ كونغ الدولي |                   |
| الخطوط الجوية اليابانية  | مطار ناريتا الدولي |                   |
| Jeju Air                 | مطار إنتشون الدولي | [ 17 ]            |
| خطوط جونياو الجوية       | مطار شانغهاي بودنغ الدولي |                   |
| خطوط ماندارين الجوية     | مطار هانغتشو شياوشان الدولي، Hualien، مطار ماغونغ، مطار شيامن قاوتشي الدولي |                   |
| Peach                    | Naha، مطار كانساي الدولي، مطار ناريتا الدولي |                   |
| طيران آسيا (الفلبين)     | مطار نينوي أكوينو الدولي | [ 18 ]            |
| Thai Smile               | مطار سوفارنابومي الدولي | [ 19 ] [ 20 ]     |
| Tigerair Taiwan          | مطار دا نانغ الدولي، Fukuoka، مطار ماكاو الدولي، مطار تشوبو سنتراير الدولي، Naha، مطار كانساي الدولي، مطار غيمبو الدولي (تبدأ في 30 يونيو 2023)، مطار ناريتا الدولي                                                                       |                   |
| T'way Air                | مطار غيمبو الدولي (تبدأ في 7 يوليو 2023)، مطار إنتشون الدولي | [ 25 ]            |
| Uni Air                  | مطار كينمن، مطار ماغونغ |                   |
| خطوط فيت جيت             | مطار نوي باي الدولي، مطار تان سون نهات الدولي |                   |
| الخطوط الجوية الفيتنامية | مطار نوي باي الدولي، مطار تان سون نهات الدولي عارض: مطار كن تاه الدولي |                   |
| خطوط زيامن الجوية        | مطار فوتشو تشانغله الدولي، مطار شيامن قاوتشي الدولي | [ 27 ]            |